# Petar Preradović
Petar Preradović (Grabrovnica, 19 marzo 1818 – Fahrafeld, 18 agosto 1872) è stato un poeta croato.

## Biografia
Preradović sin da ragazzino svolse vita militare, esercitando la professione anche in Italia, Germania e Austria.
Proprio a Milano esordì nella letteratura scrivendo in lingua tedesca versi di ispirazione illirica, ma dopo pochi anni a Zara partecipò alla stesura di una nota rivista, la Zora dalmatinska (Diana dalmatica), con la quale iniziò propriamente la sua carriera letteraria.
La sua prima opera di grande rilevanza risultò Prvenci (Primizie, 1846), una raccolte caratterizzata da tre gruppi: 'Fiori', 'Piante' e 'Trapianti', che comprendono sia versi erotici, sia versi politicamente impegnati.
Di particolare rilievo sono alcune poesie del secondo gruppo, come Putnik (Il viandante), incentrata sulla adesione al patriottismo dell'autore e Djed i unul (Nonno e nipote), che assurgerà ad un modello di tutta la poesia ottocentesca del suo paese.
Ma lo stile di Preradović si dimostrò molto eclettico e versatile, difatti nel 1851 diede alle stampe Nove pjesme (Poesie nuove), che assunse elementi poetici diversi dall'opera precedente, facendo emergere toni più freddi e calmi, e contenuti più pessimistici anche su argomenti amorosi e patriottici.
In questo periodo Preradović tentò di realizzare, non riuscendovi, opere dedicate a Kraljević Marko, un poema epico; inoltre compose una parte del libretto Vladimir i Kosara (Vladimir e Kosara) e il poemetto incompiuto Lopudska sirotica (L'orfana di Lopud).
Un'altra innovazione stilistica il poeta croato la introdusse con argomentazioni spiritistiche e trascendentali, come in Novo sunce (Nuovo sole), basata sulla sua teoria di una Slavia esempio e modello per l'umanità, capace di condurre l'uomo verso una società pacifica e paradisiaca.
Da questo momento il poeta alternò versi patriottici quali Jezik roda moga (La lingua della mia stirpe), con poesie mistiche come Pruni ljudi (I primi uomini, 1862).
Di minore importanza si dimostreranno le poesie degli anni successivi.

## Opere
- Pervenci (Primizie), 1846;
- Nove pjesme (Nuove poesie), 1851;
- Proslov k svečanom otvorenju Narodnoga kazališta dne 29. siječnja 1852, 1852;
- Prvi ljudi (I primi uomini), 1862;
- Poesie di Pietro Preradović., Traduzione di Giovanni Nikolić, 1866;
- Libretto Vladimir i Kosara (Vladimir e Kosara);
- Lopudska sirotica (L'orfana di Lopud);
- Pustinjak (Eremita).

### Opere postume
- Pjesnička djela Petra Preradovića (Opere poetiche di Petar Preradović), 1873;
- Gedichte / Peter Preradović (Poesie), 1875;
- Izabrane pjesme (Poesie selezionate), 1890;
- Izabrane pjesme Petra Preradovića (Poesie selezionate), 1896;
- Život i pjesme Petra Preradovića (La vita e le poesie di Petar Preradovic), 1916;
- Djela Petra Preradovića (Opere di Petar Preradovic), 1918–1919;
- Pesme (Poesie), 1940;
- Izabrane pjesme (Poesie selezionate), 1956;
- Izabrane pjesme (Poesie selezionate), 1994.